# Élections générales espagnoles de 2015 en Castille-et-León
Les élections générales espagnoles de 2015 (en espagnol : Elecciones generales de España de 2015) se sont tenues le dimanche 20 décembre 2015 afin d'élire les 350 députés et 208 des 266 sénateurs de la XIe législature des Cortes Generales. 32 députés sont élus en Castille-et-León.

## Résultats
| Parti                  | Parti                                                   | Voix      | %     | +/-   | Sièges | +/-           |
| ---------------------- | ------------------------------------------------------- | --------- | ----- | ----- | ------ | ------------- |
|                        | Parti populaire (PP)                                    | 590 438   | 39,10 | 16,27 | 17     | 4             |
|                        | Parti socialiste ouvrier espagnol (PSOE)                | 339 277   | 22,47 | 6,72  | 9      | 2             |
|                        | Ciudadanos (Cs)                                         | 231 979   | 15,36 | Nv.   | 3      | 3             |
|                        | Podemos                                                 | 227 577   | 15,07 | Nv.   | 3      | 3             |
|                        | Gauche unie (IU-UP)                                     | 68 816    | 4,56  | 1,08  | 0      | en stagnation |
|                        | Union, progrès et démocratie (UPyD)                     | 13 096    | 0,87  | 5,25  | 0      | en stagnation |
|                        | Parti animaliste contre la maltraitance animale (PACMA) | 8 533     | 0,57  | 0,21  | 0      | en stagnation |
|                        | Vox                                                     | 4 053     | 0,27  | Nv.   | 0      | en stagnation |
|                        | Recortes Cero-Grupo Verde (RC-GV)                       | 2 526     | 0,17  | Nv.   | 0      | en stagnation |
|                        | Parti communiste des peuples d'Espagne (PCPE)           | 2 232     | 0,15  | 0,09  | 0      | en stagnation |
|                        | Citoyens de centre démocratique (CCD)                   | 1 579     | 0,10  | 0,07  | 0      | en stagnation |
|                        | Parti régionaliste du pays léonais (PREPAL)             | 1 419     | 0,09  | 0,05  | 0      | en stagnation |
|                        | Autres partis                                           | 4 193     | 0,28  | -     | 0      | -             |
|                        | Vote blanc                                              | 14 218    | 0,94  | 0,72  |        |               |
|                        |                                                         |           |       |       |        |               |
| Suffrages exprimés     | Suffrages exprimés                                      | 1 509 936 | 98,90 |       |        |               |
| Votes nuls             | Votes nuls                                              | 16 818    | 1,10  |       |        |               |
| Total                  | Total                                                   | 1 526 754 | 100   | -     | 32     | en stagnation |
| Abstention             | Abstention                                              | 616 884   | 28,78 |       |        |               |
| Inscrits/Participation | Inscrits/Participation                                  | 2 143 638 | 71,22 |       |        |               |

### Résultats par provinces

#### Ávila
| Parti                  | Parti                                                   | Voix    | %     | +/-   | Sièges | +/-           |
| ---------------------- | ------------------------------------------------------- | ------- | ----- | ----- | ------ | ------------- |
|                        | Parti populaire (PP)                                    | 47 072  | 46,14 | 15,76 | 2      | en stagnation |
|                        | Parti socialiste ouvrier espagnol (PSOE)                | 20 254  | 19,85 | 3,06  | 1      | en stagnation |
|                        | Ciudadanos (Cs)                                         | 15 971  | 15,66 | Nv.   | 0      | en stagnation |
|                        | Podemos                                                 | 11 951  | 11,71 | Nv.   | 0      | en stagnation |
|                        | Gauche unie (IU-UP)                                     | 3 905   | 3,83  | 0,70  | 0      | en stagnation |
|                        | Union, progrès et démocratie (UPyD)                     | 908     | 0,89  | 6,86  | 0      | en stagnation |
|                        | Parti animaliste contre la maltraitance animale (PACMA) | 519     | 0,51  | 0,25  | 0      | en stagnation |
|                        | Vox                                                     | 330     | 0,32  | Nv.   | 0      | en stagnation |
|                        | Phalange espagnole (FE-JONS)                            | 238     | 0,23  | 0,01  | 0      | en stagnation |
|                        | Recortes Cero-Grupo Verde (RC-GV)                       | 125     | 0,12  | Nv.   | 0      | en stagnation |
|                        | Vote blanc                                              | 744     | 0,73  | 0,43  |        |               |
|                        |                                                         |         |       |       |        |               |
| Suffrages exprimés     | Suffrages exprimés                                      | 102 017 | 98,80 |       |        |               |
| Votes nuls             | Votes nuls                                              | 1 234   | 1,20  |       |        |               |
| Total                  | Total                                                   | 103 251 | 100   | -     | 3      | en stagnation |
| Abstention             | Abstention                                              | 36 704  | 26,23 |       |        |               |
| Inscrits/Participation | Inscrits/Participation                                  | 139 955 | 73,77 |       |        |               |

#### Burgos
| Parti                  | Parti                                                   | Voix    | %     | +/-   | Sièges | +/-           |
| ---------------------- | ------------------------------------------------------- | ------- | ----- | ----- | ------ | ------------- |
|                        | Parti populaire (PP)                                    | 82 037  | 38,02 | 16,19 | 2      | 1             |
|                        | Parti socialiste ouvrier espagnol (PSOE)                | 44 640  | 20,69 | 7,28  | 1      | en stagnation |
|                        | Podemos                                                 | 36 818  | 17,06 | Nv.   | 1      | 1             |
|                        | Ciudadanos (Cs)                                         | 33 558  | 15,55 | Nv.   | 0      | en stagnation |
|                        | Gauche unie (IU-UP)                                     | 10 171  | 4,71  | 0,84  | 0      | en stagnation |
|                        | Union, progrès et démocratie (UPyD)                     | 2 356   | 1,09  | 6,43  | 0      | en stagnation |
|                        | Parti animaliste contre la maltraitance animale (PACMA) | 1 431   | 0,66  | 0,19  | 0      | en stagnation |
|                        | Vox                                                     | 926     | 0,43  | Nv.   | 0      | en stagnation |
|                        | Parti communiste des peuples d'Espagne (PCPE)           | 507     | 0,23  | Nv.   | 0      | en stagnation |
|                        | Solidarité et autogestion internationaliste (SAIn)      | 501     | 0,23  | 0,02  | 0      | en stagnation |
|                        | Recortes Cero-Grupo Verde (RC-GV)                       | 452     | 0,21  | Nv.   | 0      | en stagnation |
|                        | Initiative féministe (IFem)                             | 341     | 0,16  | Nv.   | 0      | en stagnation |
|                        | Vote blanc                                              | 2 049   | 0,95  | 0,90  |        |               |
|                        |                                                         |         |       |       |        |               |
| Suffrages exprimés     | Suffrages exprimés                                      | 215 787 | 98,97 |       |        |               |
| Votes nuls             | Votes nuls                                              | 2 250   | 1,03  |       |        |               |
| Total                  | Total                                                   | 218 037 | 100   | -     | 4      | en stagnation |
| Abstention             | Abstention                                              | 82 948  | 27,56 |       |        |               |
| Inscrits/Participation | Inscrits/Participation                                  | 300 985 | 72,44 |       |        |               |

#### León
| Parti                  | Parti                                                   | Voix    | %     | +/-   | Sièges | +/-           |
| ---------------------- | ------------------------------------------------------- | ------- | ----- | ----- | ------ | ------------- |
|                        | Parti populaire (PP)                                    | 104 077 | 35,59 | 16,46 | 2      | 1             |
|                        | Parti socialiste ouvrier espagnol (PSOE)                | 74 128  | 25,35 | 8,82  | 1      | 1             |
|                        | Podemos                                                 | 51 441  | 17,59 | Nv.   | 1      | 1             |
|                        | Ciudadanos (Cs)                                         | 37 902  | 12,96 | Nv.   | 1      | 1             |
|                        | Gauche unie (IU-UP)                                     | 13 997  | 4,79  | 0,53  | 0      | en stagnation |
|                        | Union, progrès et démocratie (UPyD)                     | 2 047   | 0,70  | 3,96  | 0      | en stagnation |
|                        | Parti animaliste contre la maltraitance animale (PACMA) | 1 838   | 0,63  | 0,26  | 0      | en stagnation |
|                        | Groupe des citoyens ruraux (CRA)                        | 1 032   | 0,35  | Nv.   | 0      | en stagnation |
|                        | Parti régionaliste du pays léonais (PREPAL)             | 922     | 0,32  | 0,10  | 0      | en stagnation |
|                        | Vox                                                     | 745     | 0,25  | Nv.   | 0      | en stagnation |
|                        | Parti communiste des peuples d'Espagne (PCPE)           | 534     | 0,18  | 0,01  | 0      | en stagnation |
|                        | Recortes Cero-Grupo Verde (RC-GV)                       | 482     | 0,16  | Nv.   | 0      | en stagnation |
|                        | Démocratie nationale (DN)                               | 313     | 0,11  | Nv.   | 0      | en stagnation |
|                        | Vote blanc                                              | 2 943   | 1,01  | 0,86  |        |               |
|                        |                                                         |         |       |       |        |               |
| Suffrages exprimés     | Suffrages exprimés                                      | 292 401 | 98,85 |       |        |               |
| Votes nuls             | Votes nuls                                              | 3 411   | 1,15  |       |        |               |
| Total                  | Total                                                   | 295 812 | 100   | -     | 5      | en stagnation |
| Abstention             | Abstention                                              | 146 563 | 33,13 |       |        |               |
| Inscrits/Participation | Inscrits/Participation                                  | 442 375 | 66,87 |       |        |               |

#### Palencia
| Parti                  | Parti                                                   | Voix    | %     | +/-   | Sièges | +/-           |
| ---------------------- | ------------------------------------------------------- | ------- | ----- | ----- | ------ | ------------- |
|                        | Parti populaire (PP)                                    | 42 182  | 40,30 | 14,85 | 2      | en stagnation |
|                        | Parti socialiste ouvrier espagnol (PSOE)                | 25 698  | 24,55 | 6,73  | 1      | en stagnation |
|                        | Ciudadanos (Cs)                                         | 14 814  | 14,15 | Nv.   | 0      | en stagnation |
|                        | Podemos                                                 | 14 083  | 13,45 | Nv.   | 0      | en stagnation |
|                        | Gauche unie (IU-UP)                                     | 4 699   | 4,49  | 1,38  | 0      | en stagnation |
|                        | Union, progrès et démocratie (UPyD)                     | 828     | 0,79  | 3,61  | 0      | en stagnation |
|                        | Parti animaliste contre la maltraitance animale (PACMA) | 624     | 0,60  | 0,27  | 0      | en stagnation |
|                        | Phalange espagnole (FE-JONS)                            | 218     | 0,21  | 0,01  | 0      | en stagnation |
|                        | Sièges en blanc (EB)                                    | 182     | 0,17  | Nv.   | 0      | en stagnation |
|                        | Recortes Cero-Grupo Verde (RC-GV)                       | 159     | 0,15  | Nv.   | 0      | en stagnation |
|                        | Parti communiste des peuples d'Espagne (PCPE)           | 126     | 0,12  | Nv.   | 0      | en stagnation |
|                        | Solidarité et autogestion internationaliste (SAIn)      | 72      | 0,07  | 0,01  | 0      | en stagnation |
|                        | Vote blanc                                              | 993     | 0,95  | 0,72  |        |               |
|                        |                                                         |         |       |       |        |               |
| Suffrages exprimés     | Suffrages exprimés                                      | 104 678 | 98,79 |       |        |               |
| Votes nuls             | Votes nuls                                              | 1 277   | 1,21  |       |        |               |
| Total                  | Total                                                   | 105 955 | 100   | -     | 3      | en stagnation |
| Abstention             | Abstention                                              | 38 472  | 26,64 |       |        |               |
| Inscrits/Participation | Inscrits/Participation                                  | 144 427 | 73,36 |       |        |               |

#### Salamanque
| Parti                  | Parti                                                   | Voix    | %     | +/-   | Sièges | +/-           |
| ---------------------- | ------------------------------------------------------- | ------- | ----- | ----- | ------ | ------------- |
|                        | Parti populaire (PP)                                    | 89 375  | 42,67 | 17,37 | 2      | 1             |
|                        | Parti socialiste ouvrier espagnol (PSOE)                | 45 593  | 21,77 | 4,47  | 1      | en stagnation |
|                        | Ciudadanos (Cs)                                         | 35 242  | 16,82 | Nv.   | 1      | 1             |
|                        | Podemos                                                 | 25 743  | 12,29 | Nv.   | 0      | en stagnation |
|                        | Gauche unie (IU-UP)                                     | 7 017   | 3,35  | 0,96  | 0      | en stagnation |
|                        | Union, progrès et démocratie (UPyD)                     | 1 669   | 0,80  | 5,38  | 0      | en stagnation |
|                        | Parti animaliste contre la maltraitance animale (PACMA) | 1 175   | 0,56  | 0,29  | 0      | en stagnation |
|                        | Vox                                                     | 822     | 0,39  | Nv.   | 0      | en stagnation |
|                        | Recortes Cero-Grupo Verde (RC-GV)                       | 319     | 0,15  | Nv.   | 0      | en stagnation |
|                        | Parti communiste des peuples d'Espagne (PCPE)           | 264     | 0,13  | Nv.   | 0      | en stagnation |
|                        | Parti régionaliste du pays léonais (PREPAL)             | 251     | 0,12  | 0,07  | 0      | en stagnation |
|                        | Vote blanc                                              | 1 997   | 0,95  | 0,55  |        |               |
|                        |                                                         |         |       |       |        |               |
| Suffrages exprimés     | Suffrages exprimés                                      | 209 467 | 98,93 |       |        |               |
| Votes nuls             | Votes nuls                                              | 2 276   | 1,07  |       |        |               |
| Total                  | Total                                                   | 211 743 | 100   | -     | 4      | en stagnation |
| Abstention             | Abstention                                              | 97 615  | 31,55 |       |        |               |
| Inscrits/Participation | Inscrits/Participation                                  | 309 358 | 68,45 |       |        |               |

#### Ségovie
| Parti                  | Parti                                                   | Voix    | %     | +/-   | Sièges | +/-           |
| ---------------------- | ------------------------------------------------------- | ------- | ----- | ----- | ------ | ------------- |
|                        | Parti populaire (PP)                                    | 36 182  | 39,40 | 17,01 | 2      | en stagnation |
|                        | Parti socialiste ouvrier espagnol (PSOE)                | 19 769  | 21,53 | 5,26  | 1      | en stagnation |
|                        | Ciudadanos (Cs)                                         | 15 665  | 17,06 | Nv.   | 0      | en stagnation |
|                        | Podemos                                                 | 13 144  | 14,31 | Nv.   | 0      | en stagnation |
|                        | Gauche unie (IUUP)                                      | 3 742   | 4,07  | 1,59  | 0      | en stagnation |
|                        | Union, progrès et démocratie (UPyD)                     | 1 274   | 1,39  | 5,25  | 0      | en stagnation |
|                        | Parti animaliste contre la maltraitance animale (PACMA) | 517     | 0,56  | 0,18  | 0      | en stagnation |
|                        | Recortes Cero-Grupo Verde (RC-GV)                       | 227     | 0,25  | Nv.   | 0      | en stagnation |
|                        | Phalange espagnole (FE-JONS)                            | 223     | 0,24  | 0,03  | 0      | en stagnation |
|                        | Parti communiste des peuples d'Espagne (PCPE)           | 190     | 0,21  | Nv.   | 0      | en stagnation |
|                        | Vote blanc                                              | 903     | 0,98  | 0,62  |        |               |
|                        |                                                         |         |       |       |        |               |
| Suffrages exprimés     | Suffrages exprimés                                      | 91 836  | 98,60 |       |        |               |
| Votes nuls             | Votes nuls                                              | 1 303   | 1,40  |       |        |               |
| Total                  | Total                                                   | 93 139  | 100   | -     | 3      | en stagnation |
| Abstention             | Abstention                                              | 28 301  | 23,30 |       |        |               |
| Inscrits/Participation | Inscrits/Participation                                  | 121 440 | 76,70 |       |        |               |

#### Soria
| Parti                  | Parti                                                   | Voix   | %     | +/-   | Sièges | +/-           |
| ---------------------- | ------------------------------------------------------- | ------ | ----- | ----- | ------ | ------------- |
|                        | Parti populaire (PP)                                    | 20 030 | 38,64 | 16,29 | 1      | en stagnation |
|                        | Parti socialiste ouvrier espagnol (PSOE)                | 12 331 | 23,79 | 7,66  | 1      | en stagnation |
|                        | Podemos                                                 | 8 328  | 16,07 | Nv.   | 0      | en stagnation |
|                        | Ciudadanos (Cs)                                         | 7 872  | 15,19 | Nv.   | 0      | en stagnation |
|                        | Gauche unie (IU-UP)                                     | 1 836  | 3,54  | 1,13  | 0      | en stagnation |
|                        | Union, progrès et démocratie (UPyD)                     | 327    | 0,63  | 3,66  | 0      | en stagnation |
|                        | Parti animaliste contre la maltraitance animale (PACMA) | 192    | 0,37  | 0,07  | 0      | en stagnation |
|                        | Démocratie nationale (DN)                               | 101    | 0,19  | 0,16  | 0      | en stagnation |
|                        | Recortes Cero-Grupo Verde (RC-GV)                       | 86     | 0,17  | Nv.   | 0      | en stagnation |
|                        | Parti communiste des peuples d'Espagne (PCPE)           | 54     | 0,10  | Nv.   | 0      | en stagnation |
|                        | Vote blanc                                              | 679    | 1,31  | 1,22  |        |               |
|                        |                                                         |        |       |       |        |               |
| Suffrages exprimés     | Suffrages exprimés                                      | 51 836 | 98,77 |       |        |               |
| Votes nuls             | Votes nuls                                              | 647    | 1,23  |       |        |               |
| Total                  | Total                                                   | 52 483 | 100   | -     | 2      | en stagnation |
| Abstention             | Abstention                                              | 24 503 | 31,83 |       |        |               |
| Inscrits/Participation | Inscrits/Participation                                  | 76 986 | 68,17 |       |        |               |

#### Valladolid
| Parti                  | Parti                                                   | Voix    | %     | +/-   | Sièges | +/-           |
| ---------------------- | ------------------------------------------------------- | ------- | ----- | ----- | ------ | ------------- |
|                        | Parti populaire (PP)                                    | 121 323 | 36,90 | 16,01 | 2      | 1             |
|                        | Parti socialiste ouvrier espagnol (PSOE)                | 70 879  | 21,56 | 7,40  | 1      | 1             |
|                        | Ciudadanos (Cs)                                         | 56 347  | 17,14 | Nv.   | 1      | 1             |
|                        | Podemos                                                 | 50 204  | 15,27 | Nv.   | 1      | 1             |
|                        | Gauche unie (IU-UP)                                     | 17 935  | 5,46  | 1,96  | 0      | en stagnation |
|                        | Union, progrès et démocratie (UPyD)                     | 2 940   | 0,89  | 6,32  | 0      | en stagnation |
|                        | Parti animaliste contre la maltraitance animale (PACMA) | 1 735   | 0,53  | 0,15  | 0      | en stagnation |
|                        | Citoyens de centre démocratique (CCD)                   | 1 579   | 0,48  | 0,39  | 0      | en stagnation |
|                        | Vox                                                     | 1 230   | 0,37  | Nv.   | 0      | en stagnation |
|                        | Recortes Cero-Grupo Verde (RC-GV)                       | 489     | 0,15  | Nv.   | 0      | en stagnation |
|                        | Parti communiste des peuples d'Espagne (PCPE)           | 429     | 0,13  | 0,01  | 0      | en stagnation |
|                        | Phalange espagnole (FE-JONS)                            | 411     | 0,13  | 0,03  | 0      | en stagnation |
|                        | Démocratie nationale (DN)                               | 289     | 0,09  | 0,04  | 0      | en stagnation |
|                        | Solidarité et autogestion internationaliste (SAIn)      | 272     | 0,08  | 0,03  | 0      | en stagnation |
|                        | Vote blanc                                              | 2 683   | 0,82  | 0,63  |        |               |
|                        |                                                         |         |       |       |        |               |
| Suffrages exprimés     | Suffrages exprimés                                      | 328 745 | 99,13 |       |        |               |
| Votes nuls             | Votes nuls                                              | 2 886   | 0,87  |       |        |               |
| Total                  | Total                                                   | 331 631 | 100   | -     | 5      | en stagnation |
| Abstention             | Abstention                                              | 102 036 | 23,53 |       |        |               |
| Inscrits/Participation | Inscrits/Participation                                  | 433 667 | 76,47 |       |        |               |

#### Zamora
| Parti                  | Parti                                                   | Voix    | %     | +/-   | Sièges | +/-           |
| ---------------------- | ------------------------------------------------------- | ------- | ----- | ----- | ------ | ------------- |
|                        | Parti populaire (PP)                                    | 48 160  | 42,56 | 15,20 | 2      | en stagnation |
|                        | Parti socialiste ouvrier espagnol (PSOE)                | 25 985  | 22,96 | 6,72  | 1      | en stagnation |
|                        | Podemos                                                 | 15 865  | 14,02 | Nv.   | 0      | en stagnation |
|                        | Ciudadanos (Cs)                                         | 14 608  | 12,91 | Nv.   | 0      | en stagnation |
|                        | Gauche unie (IU-UP)                                     | 5 514   | 4,87  | 0,35  | 0      | en stagnation |
|                        | Union, progrès et démocratie (UPyD)                     | 747     | 0,66  | 3,27  | 0      | en stagnation |
|                        | Parti animaliste contre la maltraitance animale (PACMA) | 502     | 0,44  | 0,11  | 0      | en stagnation |
|                        | Parti régionaliste du pays léonais (PREPAL)             | 246     | 0,22  | 0,14  | 0      | en stagnation |
|                        | Recortes Cero-Grupo Verde (RC-GV)                       | 187     | 0,17  | Nv.   | 0      | en stagnation |
|                        | Parti communiste des peuples d'Espagne (PCPE)           | 128     | 0,11  | Nv.   | 0      | en stagnation |
|                        | Vote blanc                                              | 1 227   | 1,08  | 0,66  |        |               |
|                        |                                                         |         |       |       |        |               |
| Suffrages exprimés     | Suffrages exprimés                                      | 113 169 | 98,66 |       |        |               |
| Votes nuls             | Votes nuls                                              | 1 534   | 1,34  |       |        |               |
| Total                  | Total                                                   | 114 703 | 100   | -     | 3      | en stagnation |
| Abstention             | Abstention                                              | 59 742  | 34,25 |       |        |               |
| Inscrits/Participation | Inscrits/Participation                                  | 174 445 | 65,75 |       |        |               |